# UCI America Tour 2021
Die UCI America Tour 2021 war die 17. Austragung einer Serie von Straßenradrennen auf dem amerikanischen Kontinent, die zwischen dem 23. November 2020 und dem 31. Oktober 2021 stattfand. Die UCI America Tour ist Teil der UCI Continental Circuits und liegt von ihrer Wertigkeit unterhalb der UCI ProSeries und der UCI WorldTour.
Die Rennserie umfasst 5 Etappenrennen, die in die UCI-Kategorien eingeteilt wurden.
Die Gesamtwertung für Fahrer, Teams und Nationen basierte nicht auf den Ergebnissen der UCI America Tour Rennen, sondern auf den Punkten der UCI-Weltrangliste (Abschlusswertung am 31. Oktober). In die Wertung kamen jedoch nur Fahrer und Teams, die für einen nationalen Verband fahren, der auf dem amerikanischen Kontinent beheimatet war. Folglich war es möglich die UCI America Tour zu gewinnen, ohne an einem ihrer Rennen teilgenommen zu haben. UCI WorldTeams waren von der Teamwertung ausgeschlossen, die sich aus den Ergebnissen der 10 besten Fahrer ergab. Für die Nationenwertung wurden die Ergebnisse der besten 8 Fahrer herangezogen.

## Rennen
Im Rahmen der UCI America Tour 2021 wurden 5 Rennen ausgetragen. Aufgrund der COVID-19-Pandemie wurden die Tour Colombia (2.1), Vuelta del Porvenir (2.2),  Vuelta Ciclista del Uruguay (2.2) sowie die UCI ProSeries Rennen Vuelta a San Juan Internacional (2.Pro) und Tour of Utah (2.Pro) abgesagt.
| Datum                           | Land | Rennen                      | Klasse | Sieger              | Team                       |
| ------------------------------- | ---- | --------------------------- | ------ | ------------------- | -------------------------- |
| 23. – 28. November 2020         | ECU  | Vuelta al Ecuador           | 2.2    | Santiago Montenegro | Ecuador National Team      |
| 17. – 24. Januar 2021           | VEN  | Vuelta al Táchira           | 2.2    | Roniel Campos       | Team Atletico Venezuela    |
| 16. – 25. April 2021            | COL  | Vuelta a Colombia           | 2.2    | José Tito Hernández | Team Medellin              |
| 4. – 11. Juli 2021              | VEN  | Vuelta a Venezuela          | 2.2    | abgesagt            | abgesagt                   |
| 9. Juli 2021                    | USA  | Chrono Kristin Armstrong    | 1.2    | abgesagt            | abgesagt                   |
| 11. Juli 2021                   | CAN  | Delta Road Race             | 1.2    | abgesagt            | abgesagt                   |
| 21. – 22. August 2021           | ATG  | Subway 3 - Stage Race       | 2.2    | abgesagt            | abgesagt                   |
| 26. – 29. August 2021           | USA  | Joe Martin Stage Race       | 2.2    | Tyler Williams      | L39ion of Los Angeles      |
| 15. – 19. September 2021        | CAN  | Tour de Beauce              | 2.2    | abgesagt            | abgesagt                   |
| 29. September – 3. Oktober 2021 | USA  | Tour of the Gila            | 2.2    | abgesagt            | abgesagt                   |
| 5. September 2021               | USA  | Maryland Cycling Classic    | 1.Pro  | abgesagt            | abgesagt                   |
| 11. Oktober 2021                | CHI  | Gran Premio de la Patagonia | 1.2    | abgesagt            | abgesagt                   |
| 13. – 17. Oktober 2021          | CHI  | Vuelta Ciclista de Chile    | 2.2    | abgesagt            | abgesagt                   |
| 22. – 31. Oktober 2021          | FRA  | Tour de la Guadeloupe       | 2.2    | Stefan Bennett      | Team Pro Immo Nicolas Roux |

## Gesamtwertung
| Platz | Fahrer          | Nation             | Team                   | Punkte |
| ----- | --------------- | ------------------ | ---------------------- | ------ |
| 1.    | Egan Bernal     | Kolumbien          | Ineos Grenadiers       | 2576   |
| 2.    | Richard Carapaz | Ecuador            | Ineos Grenadiers       | 2018   |
| 3.    | Michael Woods   | Kanada             | Israel Start-Up Nation | 1893   |
| 4.    | Neilson Powless | Vereinigte Staaten | EF Education-Nippo     | 986    |
| 5.    | Rigoberto Urán  | Kolumbien          | EF Education-Nippo     | 835    |

| Platz | Team                            | Nation             | Punkte |
| ----- | ------------------------------- | ------------------ | ------ |
| 1.    | Rally Cycling                   | Vereinigte Staaten | 929    |
| 2.    | Panamá es Cultura y Valores     | Panama             | 648    |
| 3.    | Best PC Ecuador                 | Ecuador            | 607    |
| 4.    | Wildlife Generation Pro Cycling | Vereinigte Staaten | 570    |
| 5.    | Team Medellin-EPM               | Kolumbien          | 390    |

| Platz | Nation             | Punkte |
| ----- | ------------------ | ------ |
| 1.    | Kolumbien          | 6796   |
| 2.    | Ecuador            | 3067   |
| 3.    | Vereinigte Staaten | 2956   |
| 4.    | Kanada             | 2858   |
| 5.    | Panama             | 911    |